# Microporelloides hawaiiensis
Microporelloides hawaiiensis is een mosdiertjessoort uit de familie van de Microporellidae. De wetenschappelijke naam van de soort is voor het eerst geldig gepubliceerd in 2003 door Soule, Chaney & Morris.